# Агроклиматична оценка на топлообезпечеността
Агроклиматичната оценка на топлообезпечността на даден регион включва анализ върху три показателя:
- продължителност на вегетационния период,
- температурни суми на вегетационния период, и
- продължителност на безмразния период.

## Продължителност на вегетационния период
От продължителността на вегетационния период зависи растежа, развитието и продуктивността на земеделските култури, както и възможността за получаване на повече от една реколта. Тя е ограничена за всяка пролетна култура между пролетното и есенното устойчиво преминаване на температурата на въздуха през биологичния минимум.
За пролетните култури в България са възприети най-общо 3 биологични мимимума:
- 5 °С (за пролетни пшеница и ечемик, овес, грах, леща, слънчоглед и др.),
- 10 °С (за царевица, фасул, соя и др.), и
- 15 °С (за памук и други топлолюбиви култури).

Прецизните изследвания показват, че действителния биологичен минимум при различните култури е различен, но възприемането на общи стойности дава възможност за агроклиматична оценка на група култури.
Датите на устойчиво преминаване на температурата на въздуха през биологичния минимум през пролетта и есента са начало и край на вегетационния период на отделните групи култури. Определянето на датите за устойчиво преминаване през биологичния минимум най-точно става чрез средните денонощни температури. По този метод се прави изчисляване на отклоненията от биологичния минимум в плюс и минус. Когато за очаквания период през пролетта сумата от разликите в плюс превишава сумата от разликите в минус се счита, че е настъпила датата на преминаване. За есенния период се търси обратната закономиерност – по-висока следва да е сумата от разликите в минус от биологичния минимум.
Пример: За определена станция се цели определянето на датата на трайно преминаване на температурата над 10 °С. През времето 17 април – 9 май температурата на въздуха варира около 10 °С. Сумата от разликите за периода 17-30 април е +5,3 °С; 1-2 май е -3,8 °С; 3-5 май е +8,3 °С, а 6-8 май е -4,1 °С. Поради това, че сумата от разликите в плюс (5,3 + 8,3 = 13,6 °С) е по-висока от сумата от разликите в минус (3,8 + 4,1 = -7,9 °С), то за начало на трайното преминаване на температурата на въздуха следва да се счита 17 април.
Определянето на устойчив преход може да стане и чрез средните декадни и средните месечни температури на въздуха. Последният метод е сравнително неточен и се използва само за цели региони. При тези два начина се използва графичното изображение на температурата на въздуха, като се фискират вероятните точки на устойчивото преминаване.

## Изчисляване на температурни суми
Това е важен показател за определяне на топлоресурса на района. Ако е известна сумата на температурите за вегетационния период, а също и температурната сума, необходима за узряването на определена култура и сорт не представлява трудност да се определи дали районът е подходящ за отглеждането на тази култура (сорт).
В практиката по агрометеорология най-често се използва сумата на активните температури и сумата на ефективните температури на въздуха.
Сумата на активните температури се получава като се сумират всички средни денонощни температури на въздуха, по-високи от биологичния минимум за групата култури.
Получаването на такава сума за конкретния посев се различава от изчисляването ѝ за територията. За изчисляването на топлинния потенциал на дадена територия е необходимо да се намерят точките на устойчиво преминаване на температурата през биологичния минимум през пролетта и есента. След това за продължителността на вегетационния период се изчислява сумата от средните денонощни температури на въздуха.
Съществуват особености при изчисляването на температурната сума за конкретен посев. Обикновено сеитбата на културата става на границата на устойчиво преминаване през биологичния минимум.
Пример: Сеитбата на слънчоглед е извършена на 10 април, за периода от 10 до 20 април средната денонощна температура на въздуха се колебае между 4,2 и 12 °С, а след 20 април температурата на въздуха не пада под 5 °С. В този случай от сумата на активните температури на въздуха изключваме тези температури на въздуха за дните, през които те са били под биологичния минимум. Сумата на активните температури се изчислява до дата на настъпване на зрялост при културата.
Ефективна се нарича тази температура на въздуха, която представлява разлика между средната денонощна температура и биологичния минимум. Т.е. за получаване на ефективните температурни суми се прави сбор на средната денонощна ефективна температура за група култури. Подходът за изчисляване е както при активната температурна сума.
Пример: Задачата е да се определят активните и ефективните температури, както и съответните температурните суми за периода 8-12 април за биологичен минимум 10 °С.
При използване на средни многогодишни данни по декади могат да се построят примерни криви на натрупването на активните и ефективните температурни суми за целия вегетационен период, наречени номограми. Номограмата на температурните суми служи в агрометеорологичната практика за изчисляване на евентуалния момент на настъпване на фенологичните фази по райони, а също и за предвиждане на датите на узряване на културите.
Изчисляването на суми на активните и ефективните температури по култури или по сортове (хибриди) с различна продължителност на вегетационния период се подхожда конкретно. Така например полският фасул и царевицата спадат към една и съща група - това са култури, които растат и се развиват при температури по-високи от 10 °С., т.е. тяхното засяване може да стане на една и съща дата. Двете култури, обаче, се различават значително по отношение на изискванията си за обща температурна сума, която да обезпечи вегетацията им (от сеитба до узряване). Фасулът в равнинните райони на страната обикновено узрява между 1 и 10 август. Царевицата, от една страна изисква по-голяма сума на температурите за приключване на вегетацията си, а от друга страна в производството се отглеждат твърде различни сортове и хибриди – от супер ранни (които засявани след прибиране на есенниците, в края на юни, узряват до края на октомври) до много късни (които засявани в нормалния срок приключват вегетацията си в най-топлите райони в началото на ноември). Така сумата на активните температури на въздуха за полския фасул и за различните хибриди царевица ще бъде различна.
При конкретно изчисляване на ефективните температури на въздуха по култури се изхожда и от допълнителни данни. Установено е, че биологичния минимум за нормалното протичане на вегетацията е различен за различните фенологични периоди от развитието на културата.

## Продължителност на безмразния период
Сред неблагоприятните метеорологични явления по отношение на топлообезпечеността на земеделските култури се отличават сланите, които са особено силен редуциращ фактор за част от земеделското производство. Така например, за зеленчуковото производство са от значеие както късните пролетни слани (които поразяват младите растения), така и ранните есенни слани (които повреждат продукцията). По този начин сланите ограничават потенциалната продължителност на вегетационния период, тъй като е възможна проява на слана и в дни със средна денонощна температура на въздуха 10-15 °С.
Една от целите на агрометеорологията е да фиксира по райони продължителността на безмразния период. За тази цел са необходими данни от продължителни (многогодишни) метеорологични наблюдения за най-късни и най-ранни слани. Толерансът между годините в много случаи може да бъде 15-20 дни, а дори и повече от месец. Честотата на риска от слана за даден период се изчислява в проценти.